# Ilmenbergen
De Ilmenbergen (Russisch: Ильменские горы; Ilmenskieje gory), ook wel Ilmengebergte (Ильменский хребет) genoemd, zijn een groep van bergketens aan de oostzijde van de Zuidelijke Oeral in het westen van de Russische oblast Tsjeljabinsk in de omgeving van de stad Miass. De hoogste piek is de Ilmentaoe met 747,3 meter. De bergen zijn gevormd uit granieten en gneisen met veel pegmatische aders en diverse mineralen, zoals miaskiet, ilmeniet, apatiet, granaat en topaas (in totaal ruim 180 mineralen).
De bergen zijn bedekt met bossen met lariksen, pijnbomen en berken. In de valleien bevinden zich veel graslanden en moerassen. De bergen vormen onderdeel van de zapovednik Ilmenski.
Ten zuidwesten van de bergen ligt de stad Miass en ten noorden de stad Karabasj. Aan de noordoostzijde worden de bergen begrensd door het Stuwmeer van Argazi.